# Powiat iławski

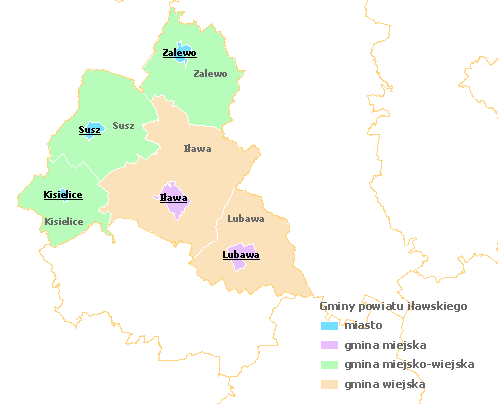
Gminy powiatu iławskiego

Powiat iławski – powiat w Polsce (województwo warmińsko-mazurskie) utworzony w 1999 w ramach reformy administracyjnej. Jego siedzibą jest miasto Iława.
W skład powiatu wchodzą:
- gminy miejskie: Iława, Lubawa
- gminy miejsko-wiejskie: Kisielice, Susz, Zalewo
- gminy wiejskie: Iława, Lubawa
- miasta: Iława, Lubawa, Kisielice, Susz, Zalewo

Według danych z 31 grudnia 2019 roku powiat zamieszkiwało 92 879 osób. Natomiast według danych z 30 czerwca 2020 roku powiat zamieszkiwało 92 826 osób.

## Demografia

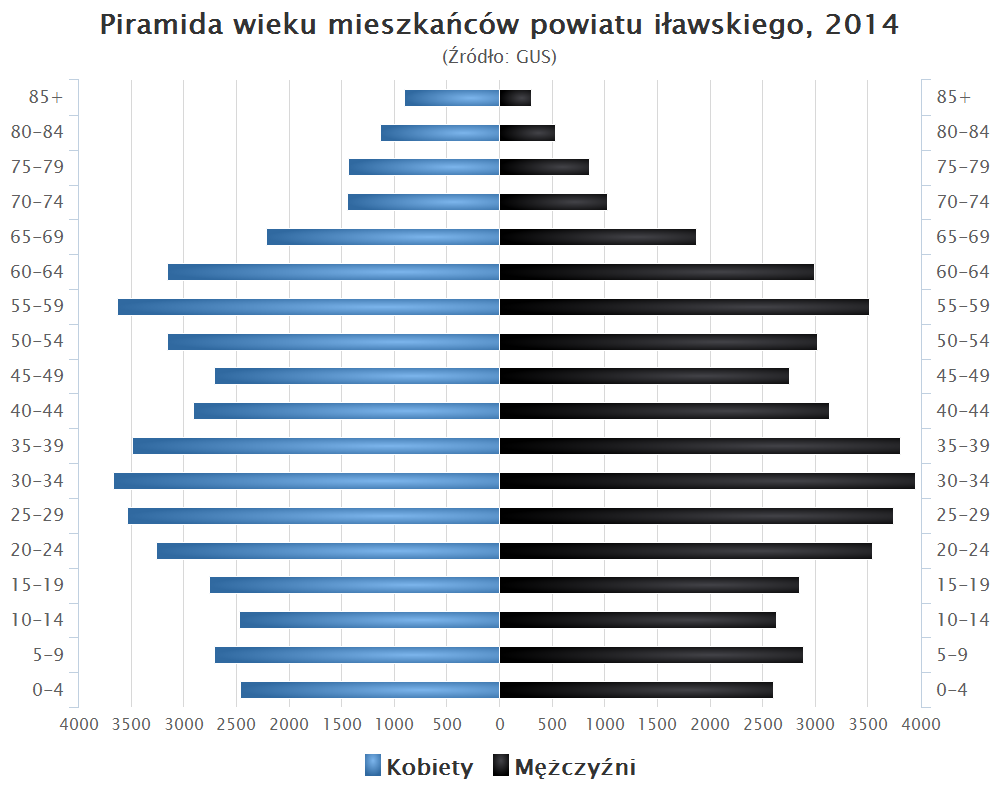
Piramida wieku mieszkańców powiatu iławskiego w 2014 roku

Liczba ludności (dane z 30 czerwca 2005):
|        | Ogółem | Ogółem | Kobiety | Kobiety | Mężczyźni | Mężczyźni |
| osób   | %      | osób   | %       | osób    | %         |           |
| ------ | ------ | ------ | ------- | ------- | --------- | --------- |
| Ogółem | 89 958 | 100    | 45 784  | 50,89   | 44 174    | 49,11     |
| Miasto | 51 705 | 57,48  | 26 798  | 29,79   | 24 907    | 27,69     |
| Wieś   | 38 253 | 42,52  | 18 986  | 21,11   | 19 267    | 21,42     |

▶Wieś vs ▶miasto
Ogółem (▶k, ▶m)
Miasto (▶k, ▶m)
Wieś (▶k, ▶m)

### Ludność w latach
- 1950 – 49 800
- 1960 – 54 600
- 1970 – 62 300
- 1971 – 62 800
- 1972 – 63 300

1975-1998 nie istniał
- 1999 – 90 996
- 2000 – 91 420
- 2001 – 91 678
- 2002 – 89 511
- 2003 – 89 662
- 2004 – 89 908

## Bezrobocie[5]
Dane z końca września 2006 r.
| Gmina                       | Ogółem | W tym kobiet | z prawem do zasiłku | W tym kobiet |
| --------------------------- | ------ | ------------ | ------------------- | ------------ |
| jednostka                   | osób   | osób         | osób                | osób         |
| Iława (miasto):             | 2 181  | 1393         | 469                 | 242          |
| Iława (gmina):              | 976    | 623          | 191                 | 78           |
| Lubawa (miasto):            | 649    | 425          | 142                 | 73           |
| Lubawa (gmina):             | 641    | 442          | 154                 | 692          |
| Zalewo (miasto i gmina):    | 873    | 533          | 112                 | 38           |
| Susz (miasto i gmina):      | 1 722  | 1003         | 276                 | 100          |
| Kisielice (miasto i gmina): | 584    | 348          | 104                 | 41           |
| RAZEM:                      | 7626   | 4767         | 1448                | 639          |

## Sąsiednie powiaty
- warmińsko-mazurskie: powiat nowomiejski, powiat działdowski, powiat ostródzki
- pomorskie: powiat kwidzyński, powiat sztumski
- kujawsko-pomorskie: powiat grudziądzki

## Powiaty partnerskie
- powiat dzierżoniowski